# Fischbachtal (Heimbach)
Das Fischbachtal ist ein kleines bewohntes Tal zwischen Heimbach und dem Stadtteil Hausen der Stadt Heimbach in Nordrhein-Westfalen.
Es liegt am Fischbach in unmittelbarer Nähe zu seiner Mündung in die Rur am Fuße des Sonnenbergs. Das Fischbachtal liegt weiterhin an der Landesstraße 249. Es gibt fünf Häuser und Höfe in der Siedlung, davon gehört eins historisch zu Hausen und der Rest zur Heimbach. Zum Fischbachtal gehören weiterhin ein Café und ein Restaurant. Gegenüber dem Fischbachtal auf der anderen Seite der Rur befindet sich der größte Campingplatz der Stadt Heimbach.
Koordinaten: 50° 38′ 26″ N, 6° 28′ 27,8″ O